# كنيسة القديسان بطرس وبولس (مسقط)
كنيسة القديسان بطرس وبولس هي كنيسة كاثوليكية توجد في روي الواقعة في مدينة مسقط عاصمة سلطنة عمان في شبه الجزيرة العربية، بنيت في 4 أبريل 1977، وهي إحدى الكنيستين الكاثوليكيتين الموجودتين في المدينة، والأخرى هي كنيسة الروح القدس في غانا. وتتبع الطقوس الرومانية أو اللاتينية.
تقع الكنيسة ضمن اختصاص النيابة الرسولية في جنوب الجزيرة العربية، مما يعكس أهميتها داخل التسلسل الهرمي الكاثوليكي في هذه المنطقة. جاء في إنشاء هذه الكنيسة التأكيد على التسامح الديني في سلطنة عمان، بناها الكاردينال سيمون لوردسوامي، وهوعلامة بارزة في وجود المجتمع الكاثوليكي في عُمان. وساهم في تسهيل هذا الإنجاز التبرع السخي للأرض من سلطان عُمان، مع التركيز على التعايش السلمي بين الديانات المتنوعة في البلاد وليس فقط على توفير مكان للعبادة الكاثوليكية. تخدم الكنيسة في المقام الأول مجتمع العمال المغتربين. واستجابة لذلك، خضعت الكنيسة لتوسع كبير في عام 1995، بتمويل من مساهمات أعضائها المخلصين، وقد مكّن هذا التوسع الكنيسة من الحفاظ على رسالتها المتمثلة في تلبية الاحتياجات الروحية لمجتمعها، وتوفير مساحة أكبر للعبادة والشركة واحتفالات الأسرار.